# Ядров, Игорь Яковлевич
Игорь Яковлевич Ядров (1927—1998) — советский, российский архитектор.

## Биография
Советский архитектор, автор крупных жилых и общественных зданий. Член Союза архитекторов СССР.
По проекту И. Я. Ядрова, выполненного совместно с архитекторами Л. Н. Павловым и Л. Ю. Гончар, в 1956–1957 годах был построен «Дом Совмина» на Ленинском проспекте в Москве.
Работал над проектом многопрофильной больницы на 1200 мест в Перовском районе. Проект больницы выполнен коллективом мастерской № 2 МНИИП объектов культуры, отдыха, спорта, здравоохранения, в составе архитекторы И. Ядров (руководитель), Д. Баратов, Л. Вересотская; инженеры В. Пименов, Е. Антонов, И. Русина.
Игорь Ядров проектировал здание родильного дома при городской клинической больнице №15 имени О. М. Филатова, который был построен и введен в эксплуатацию в апреле 1982 года как первый в Москве роддом совместного пребывания матери и ребенка. Кроме него проектировали его известные советские архитекторы Д. Баратов и Л. Вересотская.
Один из авторов проекта знаменитого недостроя – огромной больницы в Ховрино. 

### Семья
- Жена — Народная артистка СССР, певица Зара Долуханова.
  - Сын — Сергей Ядров.

Её второй муж был архитектором. Удивительно красивый, высокий, аристократичный, всегда предельно вежливый, он не пропускал ни одного её концерта, лицо его сияло в момент её успеха. Тяжелая болезнь почек свела его в могилу. Моя бедная тетя написала мне письмо – я в это время уже жил в Германии – с просьбой принять его к себе на время лечения.Рубен Лисициан

## Проекты

#### Выполненные в Моспроекте
- Жилой дом «Дом СовМина» (1956—1957, архитекторы Л. Н. Павлов, Л. Ю. Гончар, И. Я. Ядров) - Ленинский проспект, дом № 39
- Жилой дом (1956—1957, архитекторы Л. Н. Павлов , И. Я. Ядров , инженер Б. А. Турчанинов). Здесь жили писатель С. П. Залыгин[2] , писательница и литературовед Е. А. Таратута[3] - Ленинский проспект , дом № 28
- Жилой дом (1956—1957, архитекторы Л. Н. Павлов , Л. Ю. Гончар , И. Я. Ядров ) - Ленинский проспект , дом № 32

#### Выполненные в Моспроекте-2
- Центральный экономико-математический институт РАН
- Новое здание Госплана (ныне - Государственная дума РФ), архитекторы Л. Н. Павлов , И. Я. Ядров , И. Зотова, Н. Гиговская[4]

#### Выполненные в МНИИП объектов культуры, отдыха, спорта и здравоохранения
- Городская клиническая многопрофильная больница на 1300 коек (соавторы-архитекторы: К. К. Князева, И. В. Косникова, А. П. Моисеенко, Н. Б. Покровская и А. Б. Саукке)[5]
- Центральная поликлиника Министерства здравоохранения РСФСР (конец 1970-х, архитекторы И. Я. Ядров, А. Б. Саукке, И. Б. Шульга и др.) - городская поликлиника № 220 (улица Заморенова, дом 27).[6] - Георгиевский переулок, дом № 2